# Phidias montrant la frise du Parthénon à ses amis
Phidias montrant la frise du Parthénon à ses amis – en anglais Pheidias and the Frieze of the Parthenon – est un tableau réalisé en 1868-1869 par le peintre britannique Lawrence Alma-Tadema. De format horizontal, cette huile sur panneau d'acajou est une peinture d'histoire qui représente le sculpteur grec Phidias faisant voir à un public monté sur un échafaudage en bois la frise du Parthénon, à Athènes. Léguée par John Holder en 1923, l'œuvre est conservée au Birmingham Museum and Art Gallery, à Birmingham, en Angleterre.